# Roland Gerdenitsch
Roland Gerdenitsch (* 31. August 1978) ist ein ehemaliger österreichischer Fußballtorwart.

## Karriere
Roland Gerdenitsch entstammt dem Nachwuchsbereich des SV Rohrbach, bei dem er ab Mitte der 1990er Jahre auch in der Herrenmannschaft zum Einsatz kam. Mit der Mannschaft spielte er größtenteils in der viertklassigen Burgenlandliga, schaffte jedoch in der Saison 1998/99 mit der Mannschaft rund um Ernst Fürsatz, Peter Pusitz, Roman Rauhofer, Hans Gruber, Marko Stifter, Michael Fasching, Alexander Gerdenitsch, Markus Gerdenitsch, Adalbert „Bertl“ Radowan, Hannes Knoll, Péter Farkas, Jürgen Kutrovatz und Patrick Müllner unter dem damaligen Trainer Christian Janitsch den Aufstieg in die Regionalliga Ost. Nach nur einer Saison in der Drittklassigkeit stieg die Mannschaft auf dem letzten Platz rangierend wieder in die Burgenlandliga ab, um nach abermals nur einer Spielzeit wieder in die Regionalliga zurückzukehren. Danach konnte er mit der Mannschaft Platzierungen im Tabellenmittelfeld halten.
2003 erfolgte sein Wechsel zum SC Wiesen aus Wiesen im Burgenland, einer kleinen Marktgemeinde im Bezirk Mattersburg. Dort war er drei Spielzeiten lang aktiv, ehe sich für ihn ein Wechsel zur zweiten Mannschaft der SV Mattersburg mit damaligem Spielbetrieb in der viertklassigen Burgenlandliga auftat. Mit dem Team schaffte er am Saisonende den Meistertitel und den damit verbundenen Aufstieg in die Regionalliga Ost. Noch davor gab er sein Profidebüt für die SV Mattersburg, als er bei einem 2:2-Auswärtsremis gegen den SK Rapid Wien am 17. April 2007 zur Halbzeitpause für Robert Almer ins Spiel kam und dabei ohne Gegentreffer blieb. Die Saison mit den Profis, für die er danach noch in zwei weiteren Ligapartien uneingesetzt auf der Ersatzbank saß, beendete er mit dem besten Ergebnis der Vereinsgeschichte, einem dritten Tabellenplatz.

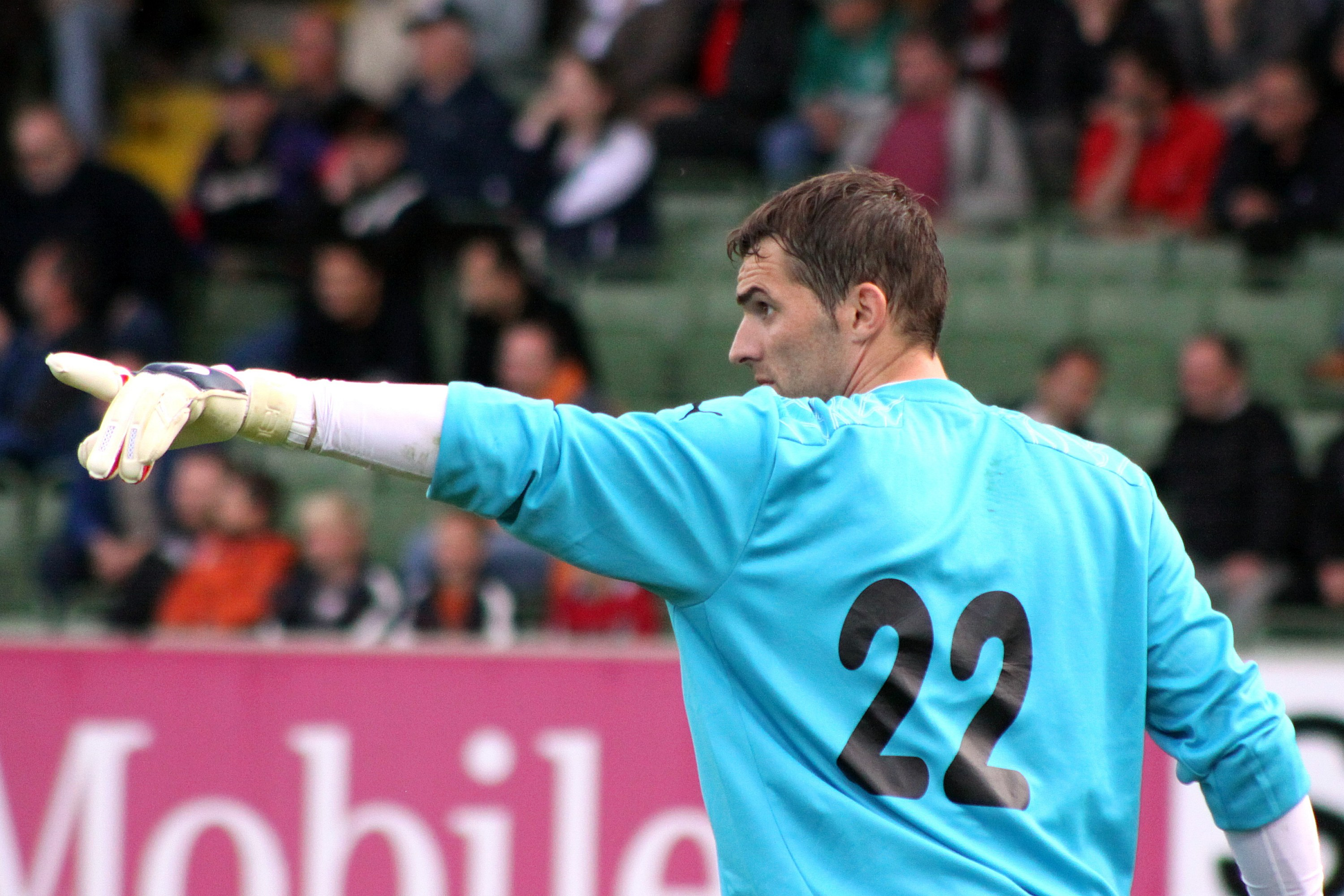
Roland Gerdenitsch bei einem seiner wenigen Profieinsätze (2009)

In der Debütsaison in der dritthöchsten Spielklasse belegte er mit den Amateuren den zwölften Platz und entging dem sofortigen Wiederabstieg – mit nur zwei Punkten Vorsprung auf die Abstiegsränge – äußerst knapp. Gerdenitsch, der in 18 Meisterschaftsspielen der Amateurmannschaft im Einsatz war, erzielte am 10. August 2007 bei einem 3:1-Auswärtssieg über den ASK Baumgarten aus der Verwertung eines Elfmeterschusses einen Treffer. Danach saß er immer wieder vereinzelt in Pflichtspielen der Profis als zweiter Torhüter auf deren Ersatzbank, kam dabei jedoch zwei Jahre lang ausschließlich in der Regionalligamannschaft zum Einsatz. Knapp zwei Jahre nach seinem ersten Profispiel absolvierte Gerdenitsch sein nächstes Bundesligaspiel für die Mattersburger, als er erneut zur Halbzeit für Stefan Bliem ins Spiel kam. In vier der nachfolgenden fünf Meisterschaftsspiele agierte Gerdenitsch als Stammtorhüter der Burgenländer. Bis zum Ende seiner aktiven Karriere im Jahr 2010 kam er zu regelmäßigen Einsätzen für die zweite Mannschaft des Klubs, der er teilweise sogar als Mannschaftskapitän angehörte. In der Profimannschaft fand er bis zu seinem Karriereaus keine Berücksichtigung mehr und saß zuletzt in der Saison 2009/10 in einer Reihe von Bundesligapartien ohne Einsatz auf der Ersatzbank der Profis.
In weiterer Folge wurde Gerdenitsch nebenberuflich als Trainer im Nachwuchsbereich der SV Mattersburg tätig und übte dabei die Positionen des Co-Trainers und des Torwarttrainers in den Jugendmannschaften der Mattersburger aus. Auch arbeitete er in dieser Zeit mit der Amateurmannschaft des Klubs. Im Sommer 2019 trat er die Nachfolge von Robert Almer, der den Verein aus privaten Gründen verlassen hatte und wenig später Torwarttrainer der österreichischen Fußballnationalmannschaft geworden war, bei der SV Mattersburg an. Dieses Traineramt übte er bis zum großen Crash der Commerzialbank Mattersburg und der damit verbundenen Insolvenz der SV Mattersburg aus. Kurz darauf wurde er Ende September 2020 Co-Trainer des Burgenlandligisten FSG Oberpetersdorf/Schwarzenbach, bei dem sein ehemaliger Teamkollege bei Rohrbach und Mattersburg, der knapp ein Jahr ältere Markus Schmidt, das Traineramt übernommen hatte. Nach einem Jahr übernahm er zunehmend die Tätigkeit als Torwarttrainer der Spielgemeinschaft aus dem burgenländischen Oberpetersdorf und dem niederösterreichischen Schwarzenbach.
Neben seiner Fußballkarriere war er – mit Ausnahme seiner recht überschaubaren Profikarriere – 20 Jahre lang bei der Mattersburger Firma Radel & Hahn Klimatechnik Ges.m.b.H. als Kältetechniker tätig und beendete diese Tätigkeit, als er die Möglichkeit bekam bei der SV Mattersburg die Position des Torwarttrainers zu besetzen. Bereits zu seinem Karriereende als Aktiver hin absolvierte Gerdenitsch einen Nachwuchsbetreuerlehrgang und besuchte danach einen Trainerlehrgang des Landesverbands. Seit dem Frühjahr 2012 ist er im Besitz der UEFA-Torwarttrainer-B-Lizenz. In seiner Heimatgemeinde Rohrbach gehört er auch der Freiwilligen Feuerwehr an.